# سان تومازو آگوردینو
سان تومازو آگوردینو (به ایتالیایی: San Tomaso Agordino) یک کومونه در ایتالیا است که در استان بلونو واقع شده‌است. سان تومازو آگوردینو ۱۹٫۲ کیلومتر مربع مساحت و ۷۶۶ نفر جمعیت دارد.

## خواهرخوانده
شهر Massaranduba, Santa Catarina خواهرخواندهٔ سان تومازو آگوردینو هست.